# 恋する天使アンジェリーク
『恋する天使アンジェリーク』（こいするてんしアンジェリーク）は、コーエーの恋愛シミュレーションゲーム『アンジェリーク エトワール』を原作とするUHFアニメ。2006年7月から9月まで第1期「心のめざめる時」（こころのめざめるとき）は全13話が放送され、2007年1月から3月まで第2期「かがやきの明日」（かがやきのあした）は全12話が放送された。

## ストーリー

### 第1期
女王が宇宙を統べる世界。女王の住まう「聖地」は宇宙の中心にあり、そこには女王に仕える9人の「守護聖」と呼ばれる男性が存在している。しかしそれは普通の人たちには伝説、おとぎ話と思われている。そんな世界に住む主人公の少女、エンジュは突然宇宙を救う「伝説のエトワール」に選ばれてしまう。伝説だとばかり思っていた聖地や守護聖にとまどい、自分に自信の無いエンジュはエトワールになることを断ろうとする。しかし自分にできることをしなければならないと守護聖の1人に教えられたエンジュはエトワールの仕事を引き受けることにするが…。

### 第2期
聖獣の宇宙の脅威であったサクリアの聖霊は消滅したが聖獣の宇宙の女王は聖霊の呪いにより、捕われの身になってしまう。聖獣の宇宙の女王を救う為にエンジュは聖獣の宇宙の守護聖を探す旅を始める。

## 登場人物
詳細についてはアンジェリークシリーズの登場人物を参照のこと。
- エンジュ：本名陽子[1]
- ジュリアス：速水奨[1]
- クラヴィス：田中秀幸[1]
- ランディ：神奈延年[1]
- リュミエール：飛田展男[1]
- オスカー：堀内賢雄[1]
- マルセル：結城比呂[1]
- ゼフェル：岩田光央[1]
- オリヴィエ：子安武人[1]
- ルヴァ：関俊彦[1]
- エルンスト：森川智之
- メル：冬馬由美
- 神鳥の女王：白鳥由里
- ロザリア（神鳥の女王補佐官）：三石琴乃
- 聖獣の女王：浅田葉子
- レイチェル（聖獣の女王補佐官）：長沢美樹
- アリオス：成田剣
- レオナード：小山力也
- フランシス：杉田智和
- ユーイ：浪川大輔
- ティムカ：私市淳
- チャーリー：真殿光昭
- セイラン：岩永哲哉
- ヴィクトール：立木文彦
- サクリアの精霊：高瀬右光、大野エリ

## スタッフ
- 原作 - コーエー[1]
- 監修 - ルビー・パーティー[1]
- 監督 - 工藤進[1]
- シリーズ構成 - 島田満
- キャラクターデザイン - 由羅カイリ
- アニメーションキャラクターデザイン・総作画監督 - とみながまり
- 美術監督 - 榊枝利行（第1期）、古宮陽子（第2期）
- 色彩設計 - 品地奈々絵
- 撮影監督 - 植田真樹
- 編集 - 内田恵
- 音楽 - 七瀬光
- 音楽プロデューサー - 伊藤善之
- 音響監督 - 菊田浩巳
- プロデューサー - 松下マミ、吉沼忍、櫻井優香、村上薫、佐藤道明（第1期）→葛西励（第2期）
- アニメーション・プロデューサー - 岸本鈴吾（第2期）
- アニメーション制作 - サテライト[1]
- 製作 - アンジェリーク製作委員会（コーエー、キッズステーション、メディアファクトリー、サテライト、ランティス）

## 主題歌
第1期
オープニングテーマ「Infinite Love」
作詞 - 谷山紀章 / 作曲・編曲 - 飯塚昌明 / 歌 - GRANRODEO
エンディングテーマ「Dearest You」
作詞 - 尾崎雪絵 / 作曲・編曲 - 飯塚昌明 / 歌 - 2HEARTS

第2期
オープニングテーマ「慟哭ノ雨」
作詞 - 谷山紀章 / 作曲・編曲 - 飯塚昌明 / 歌 - GRANRODEO
エンディングテーマ「約束の地へ」
作詞 - 尾崎雪絵 / 作曲・編曲 - 飯塚昌明 / 歌 - 2HEARTS

## 各話リスト
| 話数                                        | サブタイトル                                | 脚本                                        | 絵コンテ                                    | 演出                                        | 作画監督                                                   |
| 恋する天使アンジェリーク 〜心のめざめる時〜 | 恋する天使アンジェリーク 〜心のめざめる時〜 | 恋する天使アンジェリーク 〜心のめざめる時〜 | 恋する天使アンジェリーク 〜心のめざめる時〜 | 恋する天使アンジェリーク 〜心のめざめる時〜 | 恋する天使アンジェリーク 〜心のめざめる時〜                |
| ------------------------------------------- | ------------------------------------------- | ------------------------------------------- | ------------------------------------------- | ------------------------------------------- | ---------------------------------------------------------- |
| 第1話                                       | 伝説のエトワール                            | 島田満                                      | 冨永恒雄                                    | 工藤進                                      | 見嶋梨香、鈴木幸江                                         |
| 第2話                                       | 初めての聖地で                              | 島田満                                      | 榎本守                                      | 熨斗谷充孝                                  | 山本径子、泉保良輔                                         |
| 第3話                                       | 聖なるサクリア                              | 島田満                                      | 柳瀬雄之                                    | 酒井恵                                      | 柳瀬雄之                                                   |
| 第4話                                       | ちいさな芽                                  | 中村誠                                      | 小島多美子                                  | 康村諒                                      | 梶浦伸一郎、服部憲知                                       |
| 第5話                                       | 闇の追憶                                    | 島田満                                      | 工藤進 佐藤英一 安田賢司                    | 北川正人                                    | 杉藤さゆり、鈴木幸江 井元一彰、内田孝行 杉生祐一、矢野雄大 |
| 第6話                                       | 聖地の休日                                  | 中村誠                                      | 平尾みほ                                    | 平尾みほ                                    | 見嶋梨香、鈴木幸江 内田孝行、杉生祐一 矢野雄大             |
| 第7話                                       | 命の泉                                      | 犬飼和彦                                    | 福田貴之                                    | 福田貴之                                    | Park,Yoon-ok、内田孝行 杉生祐一、矢野雄大                  |
| 第8話                                       | 大いなる奇跡                                | 島田満                                      | 大籠之仁                                    | 上田真弓                                    | 愛籠まさみ                                                 |
| 第9話                                       | 氷の扉                                      | 中村誠                                      | 柳瀬雄之                                    | 柳瀬雄之 安田賢司                           | 柳瀬雄之、井元一彰 大塚美登理                              |
| 第10話                                      | 揺れる想い                                  | 犬飼和彦                                    | 小島多美子                                  | 谷田部勝義 安田賢司                         | 進藤満尾、井元一彰 大塚美登理                              |
| 第11話                                      | ふたつの愛                                  | 島田満                                      | 滝沢あゆみ                                  | 北川正人 安田賢司                           | 森田忠、Seol In-su 大塚美登理                              |
| 第12話                                      | さすらいのなかで                            | 島田満 中村誠                               | 平尾みほ                                    | 平尾みほ                                    | 見嶋梨香、鈴木幸江                                         |
| 第13話                                      | 対決の時                                    | 島田満 中村誠                               | こでらかつゆき                              | 木村寛                                      | 長坂寛治、見嶋梨香 前澤弘美、鈴木幸江                      |
| 恋する天使アンジェリーク 〜かがやきの明日〜 |                                             |                                             |                                             |                                             |                                                            |
| 第1話                                       | 新たな使命                                  | 犬飼和彦 島田満                             | こでらかつゆき                              | 平尾美穂                                    | 鈴木幸江、手島久実                                         |
| 第2話                                       | 風の少年                                    | 中村誠 島田満                               | 小林孝志                                    | はしもとなおと                              | 小野陽子                                                   |
| 第3話                                       | 光なき星                                    | 犬飼和彦                                    | 柳瀬雄之                                    | 柳瀬雄之                                    | 柳瀬雄之、鈴木幸江 見嶋梨香、とみながまり                  |
| 第4話                                       | 朧月の街                                    | 金月龍之介                                  | 安田賢司                                    | 飯村正之                                    | 狩生豊                                                     |
| 第5話                                       | 再会                                        | 中村誠                                      | こでらかつゆき                              | 金澤洪充                                    | 井元一彰                                                   |
| 第6話                                       | 聖地を護る絆                                | 犬飼和彦                                    | 北川正人                                    | 北川正人                                    | 手島久実、鈴木幸江                                         |
| 第7話                                       | 運命はめぐる                                | 島田満                                      | こでらかつゆき                              | 木村寛                                      | Ryu Dong Kyun                                              |
| 第8話                                       | 恋と使命と                                  | 金月龍之介                                  | こでらかつゆき                              | 松村やすひろ                                | 清水智子、大塚美登理                                       |
| 第9話                                       | 若き王                                      | 中村誠                                      | 平尾美穂                                    | 平尾美穂                                    | とみながまり、小菅和正 見嶋梨香、小川祐二                  |
| 第10話                                      | 九人目の守護聖                              | 島田満                                      | 金澤洪充                                    | 金澤洪充                                    | 井元一彰                                                   |
| 第11話                                      | 最後の試練                                  | 島田満                                      | 山内重保                                    | 山内重保                                    | 鈴木信吾                                                   |
| 第12話                                      | 輝ける明日へ                                | 島田満                                      | 工藤進                                      | 工藤進                                      | とみながまり、見嶋梨佳 鈴木幸江                            |

## 放送局
| 放送地域                | 放送局                  | 放送期間                | 放送日時                | 放送系列                | 備考                                                                            |
| 心のめざめる時（第1期） | 心のめざめる時（第1期） | 心のめざめる時（第1期） | 心のめざめる時（第1期） | 心のめざめる時（第1期） | 心のめざめる時（第1期）                                                         |
| ----------------------- | ----------------------- | ----------------------- | ----------------------- | ----------------------- | ------------------------------------------------------------------------------- |
| 日本全域                | キッズステーション      | 2006年7月8日 - 9月30日  | 土曜 21:30 - 22:00      | CS放送                  | 製作委員会参加 リピート放送あり                                                 |
| 神奈川県                | tvk                     | 2006年7月8日 - 9月30日  | 土曜 26:30 - 27:00      | 独立UHF局               |                                                                                 |
| 北海道                  | テレビ北海道            | 2006年7月10日 - 10月2日 | 月曜 26:00 - 26:30      | テレビ東京系列          |                                                                                 |
| 埼玉県                  | テレ玉                  | 2006年7月11日 - 10月3日 | 火曜 26:00 - 26:30      | 独立UHF局               |                                                                                 |
| 近畿広域圏              | 朝日放送                | 2006年7月11日 - 10月3日 | 火曜 26:51 - 27:21      | テレビ朝日系列          | 第2期はサンテレビ・KBS京都・びわ湖放送 奈良テレビ・テレビ和歌山・四国放送で放送 |
| 千葉県                  | チバテレビ              | 2006年7月12日 - 10月4日 | 水曜 26:00 - 26:30      | 独立UHF局               |                                                                                 |
| 愛知県                  | テレビ愛知              | 2006年7月12日 - 10月4日 | 水曜 26:28 - 26:58      | テレビ東京系列          |                                                                                 |
| 東京都                  | TOKYO MX                | 2006年7月13日 - 10月5日 | 木曜 25:30 - 26:00      | 独立UHF局               |                                                                                 |
| 福岡県                  | TVQ九州放送             | 2006年7月15日 - 10月7日 | 土曜 26:40 - 27:10      | テレビ東京系列          |                                                                                 |
| かがやきの明日（第2期） |                         |                         |                         |                         |                                                                                 |
| 埼玉県                  | テレ玉                  | 2007年1月5日 - 3月23日  | 金曜 25:30 - 26:00      | 独立UHF局               |                                                                                 |
| 千葉県                  | チバテレビ              | 2007年1月7日 - 3月25日  | 日曜 24:30 - 25:00      | 独立UHF局               |                                                                                 |
| 京都府                  | KBS京都                 | 2007年1月7日 - 3月25日  | 日曜 25:15 - 25:45      | 独立UHF局               | 第1期は朝日放送で放送                                                           |
| 神奈川県                | tvk                     | 2007年1月7日 - 3月25日  | 日曜 25:30 - 26:00      | 独立UHF局               |                                                                                 |
| 滋賀県                  | びわ湖放送              | 2007年1月7日 - 3月25日  | 日曜 25:40 - 26:10      | 独立UHF局               | 第1期は朝日放送で放送                                                           |
| 福岡県                  | TVQ九州放送             | 2007年1月8日 - 3月26日  | 月曜 25:53 - 26:23      | テレビ東京系列          |                                                                                 |
| 和歌山県                | テレビ和歌山            | 2007年1月8日 - 3月26日  | 月曜 26:25 - 26:55      | 独立UHF局               | 第1期は朝日放送で放送                                                           |
| 徳島県                  | 四国放送                | 2007年1月9日 - 3月27日  | 火曜 24:56 - 25:26      | 日本テレビ系列          | 第1期は朝日放送で放送                                                           |
| 東京都                  | TOKYO MX                | 2007年1月9日 - 3月27日  | 火曜 25:30 - 26:00      | 独立UHF局               |                                                                                 |
| 奈良県                  | 奈良テレビ              | 2007年1月9日 - 3月27日  | 火曜 26:15 - 26:45      | 独立UHF局               | 第1期は朝日放送で放送                                                           |
| 兵庫県                  | サンテレビ              | 2007年1月10日 - 3月28日 | 水曜 26:05 - 26:35      | 独立UHF局               | 第1期は朝日放送で放送                                                           |
| 愛知県                  | テレビ愛知              | 2007年1月11日 - 3月29日 | 木曜 25:58 - 26:28      | テレビ東京系列          |                                                                                 |
| 日本全域                | キッズステーション      | 2007年1月13日 - 3月31日 | 土曜 21:30 - 22:00      | CS放送                  | 製作委員会参加 リピート放送あり                                                 |
| 北海道                  | テレビ北海道            | 2007年1月15日 - 4月2日  | 月曜 26:00 - 26:30      | テレビ東京系列          |                                                                                 |

上記の他、GyaOでネット配信が行われていた。

## WEBラジオ
恋する天使アンジェリーク〜スウィート♥パラダイス〜
- パーソナリティー - 堀内賢雄、浪川大輔
- 配信期間
第1期 2006年4月7日-2006年6月30日 毎週金曜日更新
第2期 2006年7月7日-2007年3月30日 隔週金曜日更新
- 配信サイト - ランティスウェブラジオ
- コーナー
  - パラダイス編・アンジェリーク辞典
  - お嬢ちゃんのための「ワンツー・レスキュー」
  - 普通のおたより
  - リクエスト

## 関連商品

### CD
キャラクターCD
- Vol.1 ゼフェル 2006年7月5日発売
- Vol.2 ランディ 2006年7月5日発売
- Vol.3 マルセル 2006年8月9日発売
- Vol.4 ルヴァ 2006年8月9日発売
- Vol.5 クラヴィス 2006年8月9日発売
- Vol.6 オスカー 2006年10月4日発売
- Vol.7 リュミエール 2006年10月4日発売
- Vol.8 ジュリアス 2006年10月4日発売
- Vol.9 オリヴィエ 2006年10月25日発売
- Vol.10 アリオス 2006年10月25日発売
- Vol.11 ユーイ 2006年10月25日発売
- Vol.12 フランシス 2006年12月21日発売
- Vol.13 レオナード 2006年12月21日発売
- Vol.14 エルンスト 2006年12月21日発売
- Vol.15 ティムカ 2007年1月11日発売
- Vol.16 ヴィクトール 2007年1月11日発売
- Vol.17 チャーリー 2007年3月21日発売
- Vol.18 セイラン 2007年3月21日発売
- Vol.19 メル 2007年3月21日発売
- ボーカルベストアルバム 2008年2月27日発売

ドラマCD
- 恋する天使アンジェリーク オリジナルドラマCD 聖地のひととき 〜神鳥編〜
- 恋する天使アンジェリーク オリジナルドラマCD カルセオラリアの花 〜聖獣編〜
- 恋する天使アンジェリーク ドラマアソート